# Ismet Munishi
Ismet Munishi (ou Ismet Muniši) est un footballeur et entraîneur kosovar, né le 3 octobre 1974 à Gnjilane en Yougoslavie (auj. au Kosovo). Il évoluait au milieu de terrain.